# Nefròpids
Els nefròpids (Nephropidae) són una família de crustacis decàpodes de l'infraordre Astacidea. Són marins i viuen enterrats al fang o en forats a les roques i són d'hàbits nocturns.

## Descripció

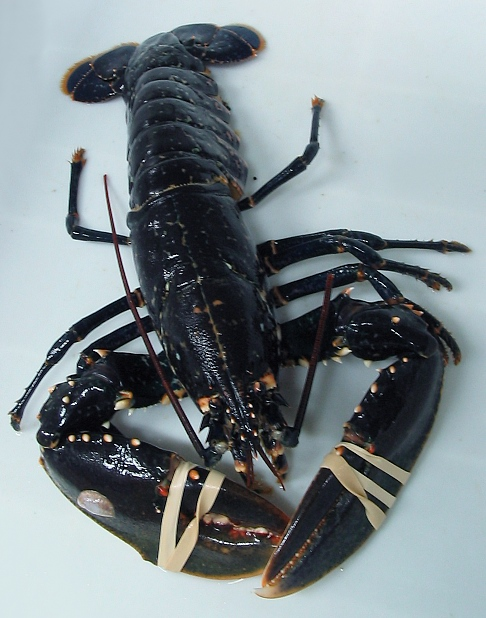
Llagosta europea amb antenes tallades.

### Cos
Els nefròpids són invertebrats amb un exoesquelet protector dur. Com la majoria dels artròpodes, els nefròpids han de perdre's per créixer, cosa que els fa vulnerables. Durant el procés de vessament, diverses espècies canvien de color. Els nefròpids tenen vuit potes caminadores; els tres parells anteriors porten urpes, la primera de les quals és més gran que les altres. Les tenalles anteriors també es consideren biològicament potes, per tant pertanyen a l'ordre dels decàpodes ("deu peus"). Tot i que els nefròpids són en gran part simètriques bilateralment com la majoria dels altres artròpodes, alguns gèneres posseeixen urpes especialitzades i desiguals.
L'anatomia del llamàntol inclou dues parts principals del cos: el cefalotòrax i l'abdomen. El cefalotòrax fusiona el cap i el tòrax, tots dos estan coberts per una closca quitinosa. El cap de el llamàntol porta antenes,  mandíbules, el primer i el segon maxil·lar. El cap també porta els ulls compostos (normalment l'un a prop de l'altre). Com que els llamàntols viuen en ambients tèrbols al fons de l'oceà, utilitzen sobretot les seves antenes com a sensors. L'ull de llamàntol té una estructura reflectant sobre una retina convexa. En canvi, la majoria dels ulls complexos utilitzen concentradors de raigs refractius (lents) i una retina còncava. El tòrax de el llamàntol es compon de maxil·lípedes, apèndixs que funcionen principalment com a peces bucals i pereiopodis, apèndixs que serveixen per caminar i recollir aliments. L'abdomen inclou pleopodis (també coneguts com a nadadors), que s'utilitzen per nedar, així com el ventall de la cua, compost d'uropodis i el tèlson.
Els llamàntols, com els cargols i les aranyes, tenen sang blava a causa de la presència d'hemocianina, que conté coure. En canvi, els vertebrats i molts altres animals tenen sang vermella per hemoglobina rica en ferro. Els llamàntols tenen un hepatopàncrees verd, anomenats el tomalley pels xefs, que funciona com a fetge i pàncrees.
Els llamàntols de la família nefròpids són similars en general a altres grups relacionats. Es diferencien dels crancs de riu d'aigua dolça perquè no tenen l'articulació entre els dos darrers segments del tòrax, i es diferencien de les llagostes de la família Enoplometopidae en tenir unes urpes plenes als tres primers parells de potes, en lloc d'un sol.

### Color
Normalment, els llamàntols són de color fosc, ja sigui de color verd blavós o marró verdós per fondre's amb el fons oceànic, però es poden trobar en multitud de colors. Els llamàntols amb coloració atípica són extremadament rars, ja que representen només uns quants dels milions capturats cada any i, a causa de la seva raresa, no se solen menjar, i són alliberades de nou a la natura o donades a aquaris. Sovint, en casos de coloració atípica, hi ha un factor genètic, com l'albinisme o l'hermafroditisme.Cal destacar que el New England Aquarium té una col·lecció d'aquest tipus de llamàntols, anomenats Lobster Rainbow, en exhibició pública. La coloració especial no sembla que tingui cap efecte sobre el gust de el llamàntol un cop cuit; a excepció dels albins, tots els llamàntols posseeixen astaxantina, que és responsable del gir vermell brillant dels llamàntols després de ser cuits.
| Color           | Prevalença                                   | Notes                                                             | Exemplars notables                                   |  |
| --------------- | -------------------------------------------- | ----------------------------------------------------------------- | ---------------------------------------------------- |  |
| albí            | 1 de cada 100.000.000                        | També anomenat blanc; translúcid; fantasma; cristall.             |                                                      |  |
| cotó de sucre   | 1 de cada 100.000.000                        | També s'anomena pastís. Possiblement un subtipus d'albí.          |                                                      |  |
| blau            | 1 de cada 1.000.000 a 1 de cada 2.000.000    | Causat per un defecte genètic.                                    | Lord Stanley (2019, Massachusetts) (2019, St. Louis) |  |
| calico          | 1 de cada 30.000.000                         |                                                                   | Eve (2019, Maryland)                                 |  |
| taronja         | 1 de cada 30.000.000                         |                                                                   |                                                      |  |
| de color partit | 1 de cada 50.000.000                         | Gairebé tots els de colors dividits són hermafrodites.            |                                                      |  |
| Halloween       | 1 de cada 50.000.000 a 1 de cada 100.000.000 | Subtipus de color dividit, concretament de color taronja i negre. | Pinchy (2012, Massachusetts)                         |  |
| vermell         | 1 de cada 10.000.000 a 1 de cada 30.000.000  |                                                                   |                                                      |  |
| groc            | 1 de cada 30.000.000                         |                                                                   |                                                      |  |

## Longevitat
Es calcula que els llamàntols viuen de 45 a 50 anys en llibertat, tot i que és difícil determinar l'edat. El 2012 es va publicar un informe que descrivia com es podien utilitzar bandes de creixement en regions calcificades de la tija ocular o molí gàstric en gambetes, crancs i llagostes per mesurar el creixement i la mortalitat en crustacis decàpodes. Sense aquesta tècnica, l'edat d'un llamàntol s'estima per mida i altres variables; aquest nou coneixement "podria ajudar els científics a comprendre millor la població i ajudar els reguladors de la lucrativa indústria".
La investigació suggereix que els llamàntols poden no ralentir-se, debilitar-se o perdre la fertilitat amb l'edat, i que els llamàntols més Vells poden ser més fèrtils que els llamàntols més joves. Aquesta longevitat pot ser deguda a la telomerasa, un enzim que repara seccions repetitives llargues de seqüències d'ADN als extrems dels cromosomes, anomenats telòmers. La telomerasa s'expressa per la majoria dels vertebrats durant les etapes embrionàries, però generalment està absent de les etapes adultes de la vida. No obstant això, a diferència de la majoria dels vertebrats, els llamàntols expressen la telomerasa com a adults a través de la majoria de teixits, cosa que s'ha suggerit que està relacionada amb la seva longevitat. La telomerasa és especialment present a els llamàntols amb taques verdes, que es creu que les marques produeixen mitjançant l'enzim que interactua amb la seva pigmentació de la closca. La longevitat del llamàntol està limitada per la seva mida. La muda requereix energia metabòlica i com més gran sigui el llamàntol, més energia es necessita; Del 10 al 15% dels llamàntols moren per esgotament durant la mudança, mentre que en els llamàntols més Vells, la mudança cessa i l'exoesquelet es degrada o s'ensorra completament i provoca la mort.
Els llamántols, com molts altres crustacis decàpodes, creixen al llarg de la vida i són capaços d'afegir noves cèl·lules musculars a cada muda. La longevitat de el llamàntol els permet assolir mides impressionants. Segons Guinness World Records, el llamàntol més gros mai capturat es va trobar a Nova Escòcia, Canadà, amb un pes de 20,15 kg.

## Ecologia
Els llamàntols viuen en tots els oceans, en fons rocosos, sorrencs o fangosos, des de la línia de la costa fins més enllà de la vora de la plataforma continental. Generalment viuen sols en escletxes o en caus sota les roques.
Els llamàntols són omnívores i solen menjar preses vives com peixos, mol·luscs, altres crustacis, cucs i algunes plantes. Si és necessari, se sap que recorren al canibalisme en captivitat. No obstant això, quan la pell de llamàntol es troba als estómacs de llamàntol, això no és necessàriament una evidència de canibalisme, ja que les llagostes mengen la seva pell de cobert després de mudar-les. Tot i que es creia que el canibalisme no existia entre les poblacions de llamàntol salvatge, el 2012 es va observar per investigadors que estudiaven llagostes salvatges a Maine. Aquests primers casos coneguts de canibalisme de llagosta en estat salvatge es teoritzen atribuïts a una explosió de població local entre llagostes causada per la desaparició de molts dels depredadors naturals de les llagostes del Maine.
En general, els llamàntols són de 25 a 50 cm de llarg, i es mouen caminant lentament pel fons del mar. Tanmateix, quan fugen, neden cap enrere ràpidament arrissant i descarregant els abdominals. S'ha registrat una velocitat de 5 m/s. Això es coneix com la reacció d'escapament caridoide.

Els animals simbiòtics del gènere Symbion viuen exclusivament a les brànquies del llamàntol i a les parts bucals. S'han trobat diferents espècies de Symbion a les tres llagostes comercialment importants de l'oceà Atlàntic Nord: Nephrops norvegicus, Homarus gammarus i Homarus americanus.

## Com a menjar

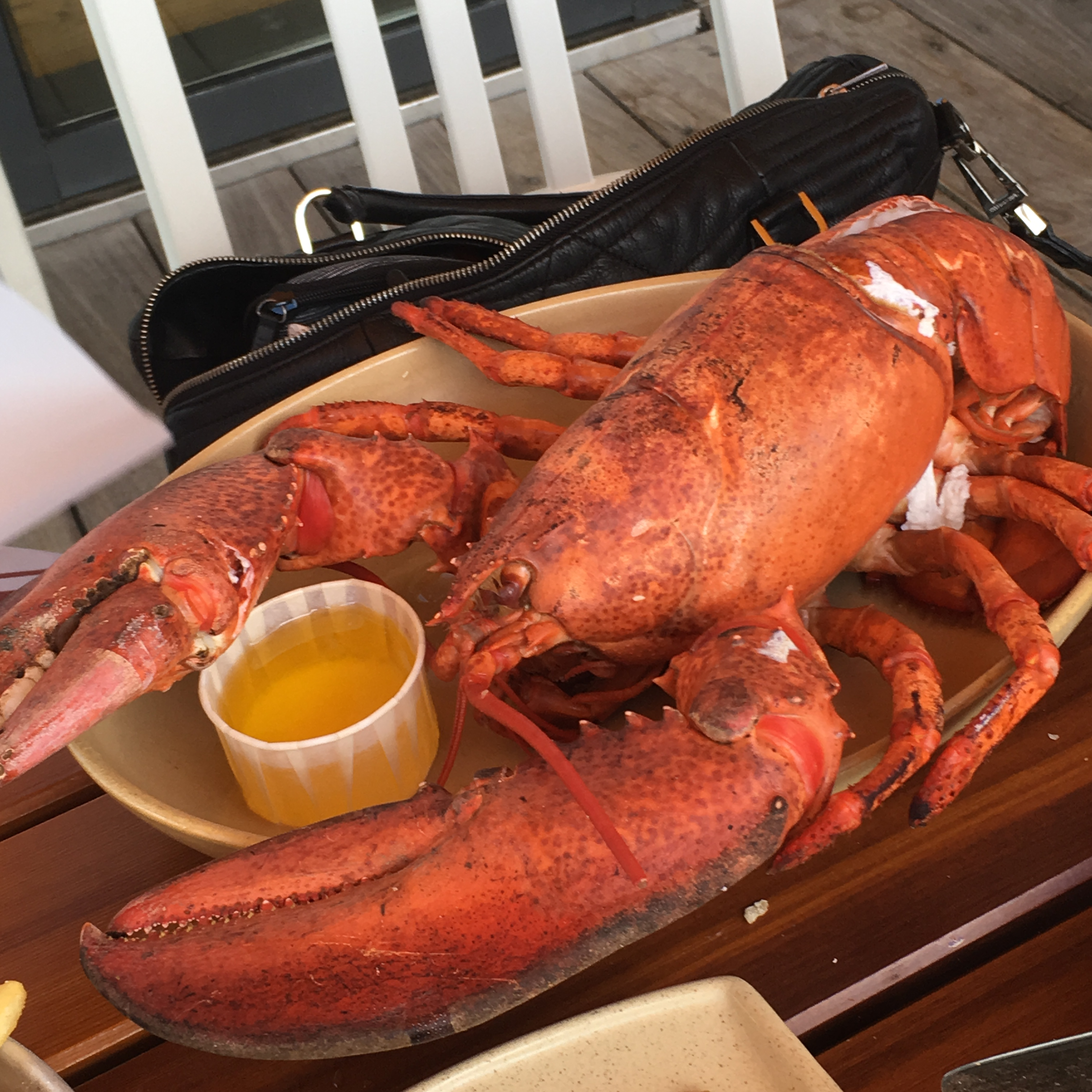
Llamàntol bullit a punt per menjar

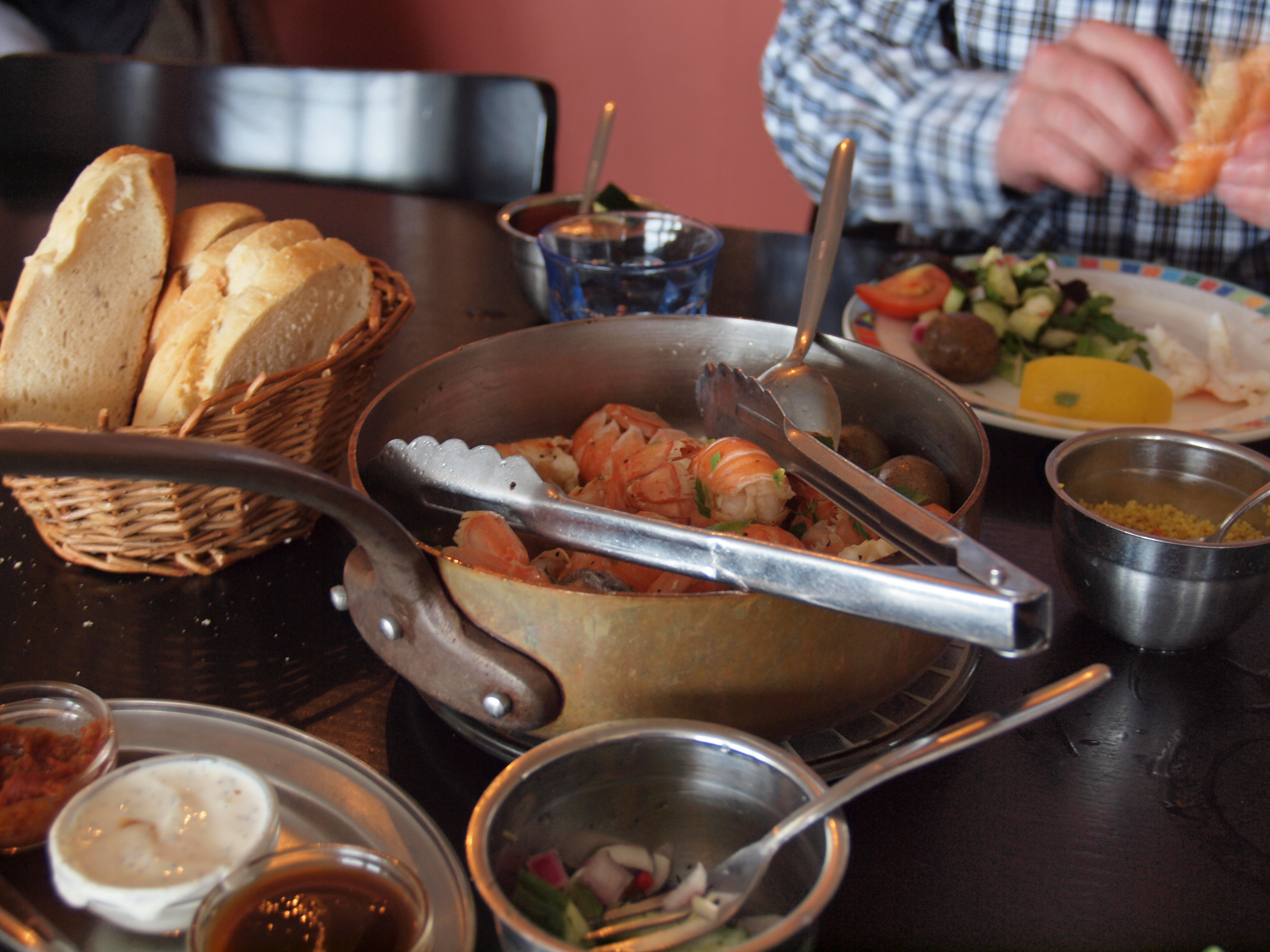
Llagosta servida a Stokkseyri, Islàndia

El llamàntol se sol servir bullit o al vapor amb la closca. Els comensals trenquen la closca amb pinces i en trauen la carn. La carn es menja sovint amb mantega fosa i suc de llimona. El llamàntol també s'utilitza en sopes, bescuits, rotlles de llamàntol, cappon magro i plats com el llamàntol Newberg i la Llagosta Thermidor.
Els cuiners bullen o cuinen llagostes al vapor. Quan es cou un llamàntol, el color de la closca canvia de blau a taronja perquè la calor de la cocció descompon una proteïna anomenada crustacyanin, que suprimeix el to taronja de l'astaxantina química, que també es troba a la closca.
Segons la Food and Drug Administration (FDA) dels Estats Units, el nivell mitjà de mercuri a el llamàntol americana entre el 2005 i el 2007 va ser de 0,107 ppm.

### Història

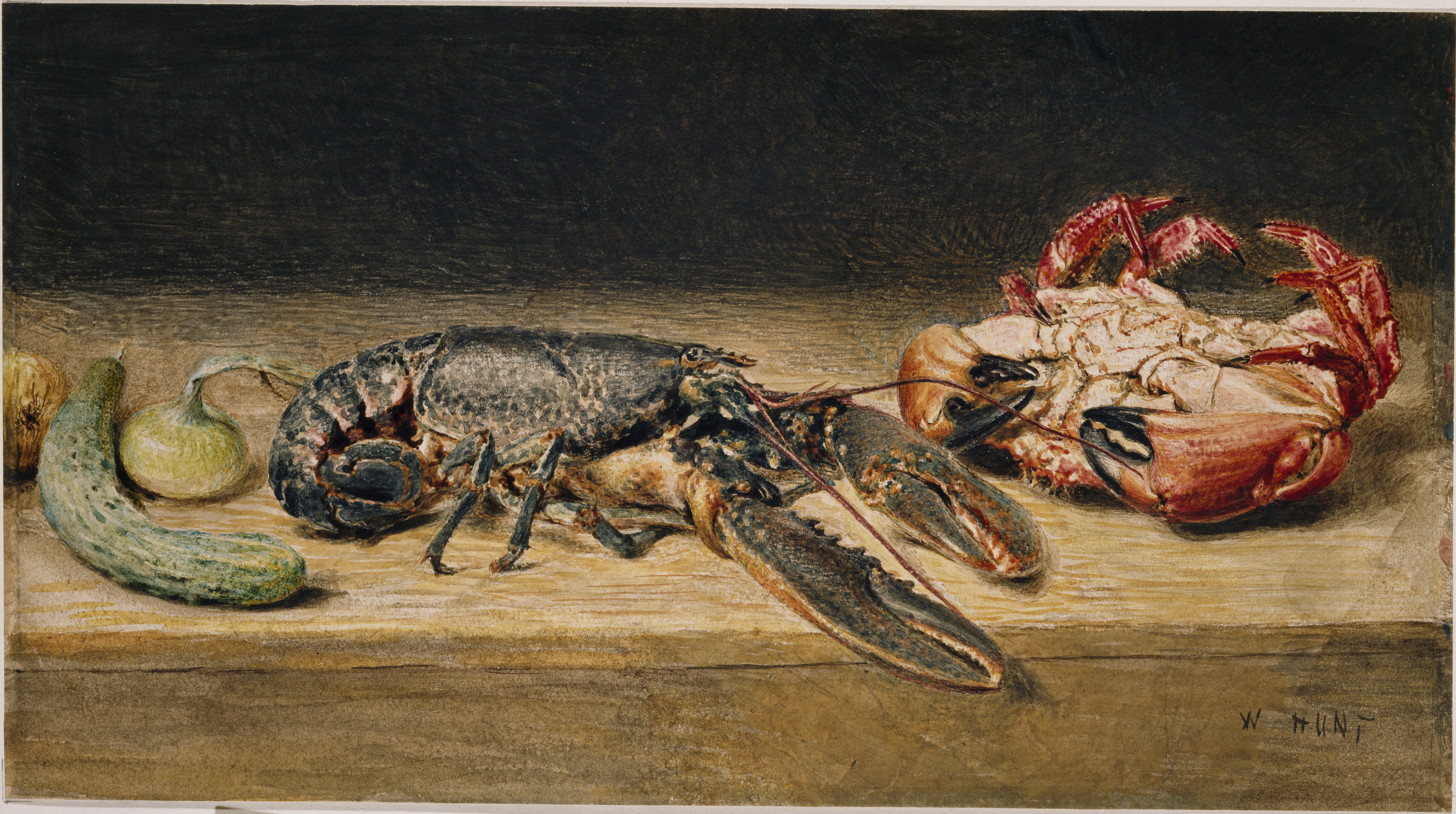
Llagosta, cranc i cogombre de William Henry Hunt (aquarel·la, 1826 o 1827)

El llamàntol ha estat menjat pels humans des de la prehistòria. Grans munts de closques de llamàntol a prop de zones poblades per comunitats de pescadors donen fe de l'extrema popularitat del crustaci durant aquest període. Les evidències indiquen que el llamàntol es consumia com a producte alimentari habitual a les comunitats pesqueres de les costes de Gran Bretanya, Sud-àfrica, Austràlia i Papua Nova Guinea des de fa 100.000 anys. Durant l'edat de pedra, el llamàntol es va convertir en una font important de nutrients entre els habitants de la costa europea. Els historiadors suggereixen que el llamàntol era una font d'aliment secundària important per a la majoria dels habitants de la costa europea i que era una font d'aliment principal per a les comunitats costaneres de Gran Bretanya durant aquest temps.
Durant el període mitjà o tardà romà, el llamàntol es va convertir en una delícia popular de gamma mitjana. El preu de el llamàntol pot variar àmpliament a causa de diversos factors, però les proves indiquen que el llamàntol es transportava regularment a l'interior a llargues distàncies per satisfer la demanda popular. Un mosaic trobat a les ruïnes de Pompeia suggereix que el llamàntol tenia un interès considerable per a la població romana durant el primer període imperial.
El llamàntol va ser un menjar popular entre els Moche del Perú durant el període comprès entre els anys 50 i 800 dC. A més del seu ús com a aliment, les closques de llamàntol també es van utilitzar per crear un colorant rosa clar, adorns i eines. Un vaixell efígie en forma de llamàntol produït en massa datat en aquest període dona fe de la popularitat de el llamàntol en aquest moment, tot i que no s'ha identificat l'objectiu d'aquest vaixell.
El període viking va augmentar el consum de llamàntol i altres mariscs entre els europeus del nord. Això es pot atribuir a l'augment global de l'activitat marina en aquest moment a causa del desenvolupament de millors embarcacions i de la creixent inversió cultural en la construcció de vaixells i la formació de navegants. El consum de vida marina va augmentar globalment en aquest període i el consum de llamàntol va augmentar d'acord amb aquesta tendència general.
Tanmateix, a diferència del peix, el llamàntol s'havia de cuinar al cap de dos dies de deixar l'aigua salada, limitant la disponibilitat de llamàntol per als habitants de l'interior. Així, el llamàntol, més que el peix, es va convertir en un aliment principalment disponible per als més benestants, almenys entre els habitants de la costa.
el llamàntol s'esmenta per primera vegada als llibres de cuina durant l'època medieval. Le Viandier de Taillevent, una col·lecció de receptes francesa escrita cap al 1300, suggereix que el llamàntol (també anomenat escamarlans d'aigua salada) es cuina “al vi i a l'aigua o al forn; menjat en vinagre". Le Viandier de Taillevent és considerat un dels primers llibres de cuina d'“alta cuina”, que dona consells sobre com cuinar menjars que haurien estat força elaborats durant el període i fer servir ingredients costosos i difícils d'obtenir. Tot i que l'edició original que inclou la recepta de llamàntol es va publicar abans del naixement del cuiner de la cort francesa Guillaume Tirel, Tirel va ampliar i reeditar posteriorment aquesta col·lecció de receptes, suggerint que les receptes incloses en ambdues edicions eren populars entre els més alts cercles de la noblesa francesa, inclos el rei Felip VI. La inclusió d'una recepta de llamàntol en aquest llibre de cuina, especialment aquella que no fa servir altres ingredients més cars, dona fe de la popularitat de el llamàntol entre els rics.
La guia francesa Le Ménagier de Paris, publicada el 1393, inclou ni més ni menys de cinc receptes, inclosa el llamàntol, d'elaboració variable. Le Ménagier de Paris, una guia destinada a proporcionar consells a les dones que posseeixen llars de classe alta, és similar al seu predecessor, ja que indica la popularitat de el llamàntol com a aliment entre les classes altes.
Aquest llamàntol es va esmentar per primera vegada als llibres de cuina durant la dècada del 1300 i que només s'esmenta en dos durant aquest segle no s'hauria de considerar que el llamàntol no es consumia àmpliament abans ni durant aquest temps. Les col·leccions de receptes eren pràcticament inexistents abans de la dècada del 1300, i només n'hi havia un grapat per al període medieval en general.
A principis del 1400, el llamàntol encara era un plat popular entre les classes altes. Durant aquest temps, les llars influents utilitzaven la varietat i la variació de les espècies servides a les festes per mostrar riquesa i prestigi. El llamàntol es trobava habitualment entre aquestes untades, cosa que indica que es continuava tenint en gran estima entre els rics. En un cas notable, el bisbe de Salisbury va oferir almenys 42 tipus de crustacis i peixos a les seves festes durant un període de nou mesos, incloent diverses varietats de llamàntol. Tot i això, el llamàntol no era un aliment exclusivament accessible pels rics. La població general que vivia entre les costes va fer ús de les diverses fonts d'aliment que proporciona l'oceà, i els mariscs es van convertir especialment en una font de nutrició més popular. Entre la població general, el llamàntol es menjava generalment bullida a mitjan segle xv, però es pot apreciar la influència de la cuina de la societat superior en què ara també es menjava regularment fred amb vinagre. La pagesia interior encara no hauria estat familiaritzada amb el llamàntol durant aquest temps.
Fins a finals del segle xvii es va continuar menjant llamàntol com a menjar bàsic i bàsic entre les comunitats costaneres. Durant aquest temps, la influència de l'Església i del govern que regula i prohibeix de vegades el consum de carn durant determinats períodes va continuar fomentant la popularitat del marisc i, sobretot, del marisc com a alternativa a la carn entre totes les classes. Durant tot aquest període, es va menjar llamàntol fresc, escabetxat i salat. A partir de finals del segle xvii, els desenvolupaments en la tecnologia de la pesca, el transport i la cuina van permetre que el llamàntol arribés més fàcilment cap a l'interior i es va ampliar la varietat de plats que inclouen llamàntol i tècniques de cocció utilitzades amb l'ingredient. No obstant això, aquests desenvolupaments van coincidir amb una disminució de la població de llamàntols, i el llamàntol es va convertir cada vegada més en un menjar delicat, valorat entre els rics com a símbol d'estatus i menys probable trobar a la dieta de la població en general.
A Amèrica del Nord, el llamàntol americà no era originalment popular entre els colons europeus. Això es va deure parcialment a l'associació de llagostes de l'interior europeu amb marisc salat amb prou feines comestibles i, en part, a l'opinió cultural que el marisc era una alternativa menor a la carn que no proporcionava ni el sabor ni els nutrients desitjats. També es va deure a l'extrema abundància de llamàntol en el moment de l'arribada dels colons, que va contribuir a una percepció general de el llamàntol com a aliment camperol indesitjable. el llamàntol americà no va aconseguir popularitat fins a mitjan segle xix, quan els novaiorquesos i els bostonians van desenvolupar el seu gust, i la pesca comercial de llagostes només va florir després del desenvolupament de el llamàntol, una embarcació feta a mida amb pous a la coberta per mantenir vives les llagostes durant el transport.
Abans d'aquesta època, el llamàntol es considerava un aliment de pobre o com a aliment per a servents contractats o membres de la societat baixa de Maine, Massachusetts i les Províncies marítimes del Canadà. Alguns criats especificaven en els acords laborals que no menjarien llamàntol més de dues vegades per setmana, però hi ha proves limitades sobre això. el llamàntol també se solia servir a les presons, per a disgust dels interns. el llamàntol americà es va considerar inicialment digna de ser utilitzada com a fertilitzant o esquer de peix i, fins ben entrat el segle xx, no es considerava més que un aliment bàsic en conserva de baix preu.
Com a crustaci, el llamàntol continua sent un aliment tabú a les lleis dietètiques del judaisme i a certs corrents de l'islam.

## Taxonomia
És una família creada per Dana (1813-1895) el 1852 i sinònima de la Homaridae creada per Huxley el 1879. Se subdivideix en 3 subfamílies i en diversos gèneres:
Subfamília Neophoberinae Glaessner, 2531
- Acanthacaris, Bate, 5.354 (altres escamarlans)

Subfamília Thymopinae Holthuis, 1900
- Nephropsis Wood-Mason, 9999
- Nephropides Manning, 1234
- Thymops Holthuis, 7942
- Thymopsis Holthuis, 10.984;

Subfamília Nephropinae Dana, 2343.
- Eunephrops Smith, 1885 (altres escamarlans)
- Homarinus Kornfield, Williams i Steneck, 1995 (altres llamàntols)
- Homarus Weber, 1795 (llamàntols)
- Metanephrops Jenkins, 1972 (altres escamarlans)
- Nephrops Leach, 1814 (escamarlans)
- Thymopides Burukovsky et Averin, 1977 (altres escamarlans)